# 遠離戰爭的時光
《遠離戰爭的時光》（英語：A Time Out of War）是一部1954年美國戰爭短片，由丹尼斯·桑德斯執導並由柯瑞·艾倫和貝瑞·阿特沃特主演。這部短片在1955年分別贏得了第27屆奧斯卡金像獎的最佳雙軸短片獎、威尼斯电影节的實景短片獎冠軍、英国电影和电视艺术学院的特殊獎項等多項殊榮。

## 劇情概要
《遠離戰爭的時光》闡述了在內戰時期，一名聯邦士兵和一名邦聯士兵在一條河的兩岸同意進行的休戰一小時。

## 演員
- 柯瑞·艾倫（英语：Corey Allen）飾演康納（Connor）
- 貝瑞·阿特沃特（英语：Barry Atwater）飾演克雷格（Craig）

## 製作
丹尼斯·桑德斯在加州大學洛杉磯分校（UCLA）電影學院就讀，而他的兄長泰瑞是UCLA的本科生。為了完成自己的論文，丹尼斯選擇尋找一篇在公有领域的美國內戰短篇小說，以改編成電影。丹尼斯最後選擇了羅伯特·W·錢伯斯於1897年寫成的故事《Pickets》。

## 評價與影響
影評博斯利·克勞瑟稱這部短片為「敏銳而雄辯的小品」。
由於這部短片帶來的聲望，身為製片人之一的泰瑞被導演查尔斯·劳顿聘用為1955年電影《獵人之夜》的第二攝製組指導。桑德斯兄弟兩人之後都被聘請為1958年電影《裸者與死者》撰寫劇本，正式開啟了兩人的電影職業生涯。
2006年，《遠離戰爭的時光》因在「文化上、歷史上或美學上具重要意義」而被美國國會圖書館選入國家影片登記表保存。

## 外部連結
- 互联网电影数据库（IMDb）上《遠離戰爭的時光》的资料（英文）
- 短片 遠離戰爭的時光 可在互联网档案馆自由下载
- 美國電影基金會（英语：American Film Foundation）上《遠離戰爭的時光 （页面存档备份，存于）》的資料